# Lila (musique)
Pour les articles homonymes, voir lila et Lilas.
Le lila (de l'arabe layla, « nuit ») est un ensemble de rituels dans les confréries soufies d'Afrique du Nord. Ce terme se substitue de plus en plus à ceux de hadra (Aïssawa, Jilala), derdeba (Gnaoua), sadaqa ou yad el hadra (Hamadsha). Tous ont en commun de se dérouler la nuit et d'être musical.

## Maroc
Dans la musique marocaine, le lila se subdivise en plusieurs parties, au nombre de quatre ou six selon le contexte .

### Aïssawa
- dakhla
- hizh
- dhikr
- horm
- haddoun
- hadra (de hodour ; « présence ») est un terme difficile à cerner ; il peut revêtir plusieurs réalités.

« Hadra » peut désigner l’assistance ou l'assemblée de fidèles dans les rites soufis. C’est aussi l'expression de la présence divine. Selon Bernard Moussali, hadra est un synonyme de dhikr-al-hadra qui est le rituel collectif du dhikr (scansion répétitive du nom de Dieu sur un ostinato progressant par degrés). Certains le pratiquent avec instruments, d’autres avec claquements de mains ou de doigts et le travail du souffle ou de l’hyper-ventilation des participants est en général essentiel.
À l'origine, « hadra » désigne, en arabe, la transe collective telle qu'elle est pratiquée lors des cérémonies de confréries religieuses marocaines, en particulier les Aïssawas. Cette pratique est exécutée pendant les grandes fêtes Aïssawas. La grande fête ou moussem se déroule à Meknès près du sanctuaire du cheikh al Kamel, à l’occasion de la célébration de la naissance du Prophète. La hadra fait partie d’un rituel que l’on appelle aussi lila, car il dure toute la nuit. La lila des Aïssawas commence par des chants puis est suivi par la hadra.

### Gnaoua
- uqba ou naqcha
- aâda
- kouyou
- mlouk

## Égypte
Dans la musique égyptienne, le terme « hadra » désigne aussi l’assemblée des fidèles participant à un rite. Pour les guider et mener ce cheminement vers une lumière divine, le munshid ou chantre de l’Islam est le chanteur de la mosquée ou celui des confréries soufies. Il est, dans ce cas, le maître-chanteur, celui qui détient le répertoire, la voix et cette façon de se servir de l’un comme de l’autre au point d’emporter l’adhésion des foules. Le répertoire est l’inshad, ensemble des hymnes et chants religieux, poèmes et autres Qasidahs, que le munshid entonne souvent au-dessus des invocations des participants. Le chantre est le maître de ces mots et de ce que la voix peut en faire, de la même manière qu’un instrument peut se servir de notes ou de phrases musicales. Pendant des développements d’une puissance exceptionnelle, un grand munshid peut emmener ses auditeurs à travers un dédale de sons vocaux, de jeux subtils entre sa voix et les textes, se faisant conteur, diseur, chanteur, hurleur ou pleureur de Dieu. 
Cheikh Ahmad Al-Tûni est certainement l’un des plus importants munshids de Haute-Égypte. Il est d’ailleurs un maddâh plutôt qu’un munshid au sens propre du terme, le terme « maddâh » désignant le chantre populaire, un homme qui loue ses services aux uns et aux autres, sans attache particulière à l’une ou l’autre confrérie, un chantre évoluant dans la liberté itinérante de l’approche du divin.
La hadra peut fasciner autant par ses textes poétiques, et ses mélodies que par la beauté de sa forme plastique. Débutant sur un tempo lent et majestueux, la hadra intègre progressivement des mouvements rythmiques prenant de plus en plus de vivacité avec les percussions du daf (qui est un des plus anciens tambours sur cadre en Asie et en Afrique du Nord) pour atteindre son apogée avec cette sorte d’extase, qui est la hadarat elle-même.
Cet art musical se manifeste encore de nos jours dans les moussems, les anniversaires et les festivités, et spécialement au moussem du Mouloud (anniversaire de la naissance de Mahomet).

## Source
- Christian Poché, Dictionnaire des musiques et danses traditionnelles de la Méditerranée, Fayard, 2005.